# Krystyna Olczyk
Krystyna Olczyk (ur. 5 lutego 1951 w Katowicach) – polska biolożka i nauczycielka akademicka, prof. dr hab. n. med., były dziekan Wydziału Nauk Farmaceutycznych wSosnowcu Śląskiego Uniwersytetu Medycznego.

## Życiorys
Ukończyła szkołę podstawową i II Liceum Ogólnokształcące im. Marii Konopnickiej w Katowicach. W latach 1968–1973 studiowała biologię, specjalność biochemia, na Wydziale Nauk Przyrodniczych Uniwersytetu Wrocławskiego. W roku 1973 uzyskała tytuł i dyplom magistra biologii w zakresie biochemii na podstawie napisanej pod kierunkiem prof. Bronisławy Morawieckiej pracy Kwas rybonukleinowy z drożdży Saccharomyces cerevisiae.
Stopień naukowy doktora nauk przyrodniczych uzyskała w roku 1979, na Wydziale Lekarskim Śląskiej Akademii Medycznej, na  podstawie rozprawy pt.: Wpływ diety miażdżycorodnej na metabolizm tkanki łącznej ściany naczyniowej aorty szczurów.
W 1990 roku uzyskała stopień naukowy doktora habilitowanego nauk medycznych, w zakresie biologii medycznej – biochemii, na Wydziale Lekarskim Śląskiej Akademii Medycznej, na podstawie dorobku naukowego i rozprawy habilitacyjnej pt.: Zmiany składników łącznotkankowych ludzkich lędźwiowych krążków międzykręgowych w przebiegu starzenia i w przypadkach wypadnięć jądra miażdżystego.
Tytuł naukowy profesora nauk medycznych uzyskała w roku 1998, natomiast w roku 2002 stanowisko profesora zwyczajnego.
Uzyskane specjalizacje:
- 1999: pierwszy stopień specjalizacji w zakresie analityki klinicznej

W latach 1976–2011 była autorką lub współautorką 138 publikacji naukowych w czasopismach polskich i o zasięgu międzynarodowym.
Przebieg pracy zawodowej:
- 1974: asystent stażysta w Zakładzie Chemii Klinicznej, Wydziału Farmaceutycznego Śląskiej Akademii Medycznej
- 1974–1976: asystent
- 1976–1980: starszy asystent
- 1980–1986: adiunkt
- 1986–1987: adiunkt, p.o. kierownika Katedry i Zakładu Chemii Klinicznej i Diagnostyki Laboratoryjnej
- 1987–1990: docent kontraktowy, kierownik Katedry i Zakładu Chemii Klinicznej i Diagnostyki Laboratoryjnej
- 1990–1994: adiunkt habilitowany, kierownik Katedry i Zakładu Chemii Klinicznej i Diagnostyki Laboratoryjnej
- 1994–1998: profesor nadzwyczajny ŚAM, kierownik Katedry i Zakładu
- 1998: profesor tytularny
- 1998–1999: Kurator Zakładu Immunologii i Serologii Wydziału Farmaceutycznego
- 1999–2002: Prodziekan Wydziału Farmaceutycznego z Oddziałem Medycyny Laboratoryjnej
- 2002–2008: Dziekan Wydziału Farmaceutycznego z Oddziałem Medycyny Laboratoryjnej
- 2008–2016: Prorektor ds. Szkolenia Podyplomowego Śląskiego Uniwersytetu Medycznego w Katowicach
- 2016–2020[1]: Dziekan Wydziału Nauk Farmaceutycznych w Sosnowcu

## Odznaczenia, wyróżnienia, nagrody
- Krzyż Kawalerski Orderu Odrodzenia Polski
- Złoty Krzyż Zasługi
- Srebrny Krzyż Zasługi
- Medal Komisji Edukacji Narodowej
- Odznaka Honorowa „Za Zasługi dla Ochrony Zdrowia”
- Srebrna Odznaka „Zasłużonemu w Rozwoju Województwa Katowickiego”
- List Gratulacyjny JM Rektora Śląskiej Akademii Medycznej z okazji XV-lecia Wydziału Farmaceutycznego Śląskiej Akademii Medycznej
- Honorowy Order „Laur 50-lecia Śląskiej Akademii Medycznej” (1998 r.)
- Medal Śląskiego Uniwersytetu Medycznego w Katowicach, nadany przez Rektora SUM, z okazji 60 – lecia Uczelni
- Tytuł i Medal „Ambasador Farmacji” za „Szczególne osiągnięcia w badaniach naukowych i zasługi w upowszechnianiu dorobku nauk farmaceutycznych w Europie i na świecie”, nadane przez Czasopismo Aptekarskie,
- Dyplom Czasopisma Aptekarskiego, przyznany decyzją Rady Naukowej oraz Wydawcy i Redaktora Naczelnego tego Czasopisma „Za wzorowe zorganizowanie APTEKI SZKOLENIOWEJ”,
- Medal im. Aptekarza Edmunda Baranowskiego, nadany przez Śląską Izbę Aptekarską
- Medal Uniwersytetu Medycznego im. Karola Marcinkowskiego w Poznaniu, przyznany przez Rektora UM, za zasługi dla Uczelni
- Nagroda Narcyz 2008, ustanowiona przez Zarząd Izby Przemysłowo-Handlowej Rybnickiego Okręgu Przemysłowego, przyznana za „nieprzeciętne zasługi w łączeniu działalności zawodowej i społecznej”.

Nagrody rektora ŚAM/SUM:
- za działalność naukową: 15
- za działalność dydaktyczną: 10
- za działalność organizacyjną: 5

Indywidualna nagroda Ministra Zdrowia, I stopnia (2009)
- „Za osiągnięcia organizacyjne, w tym konkretne działania, które spowodowały istotną poprawę warunków pracy dydaktycznej, wyników kształcenia i poziomu prac dyplomowych”.

Nagrodą tą uhonorowano całokształt działań Prof. Krystyny Olczyk, dotyczących budowy kampusu Wydziału Farmaceutycznego; utworzenia Apteki Szkoleniowej i bazy dydaktycznej dla Zakładu Kosmetologii; remontu dotychczasowych obiektów Wydziału z gruntowną przebudową bazy Katedry Mikrobiologii; co objęło lata 2002 – 2008, tj. okres pełnienia przez dwie kadencje funkcji dziekana Wydziału Farmaceutycznego.

Noty biograficzne w wydawnictwach encyklopedycznych: 
- The World Who is Who of Women, Złota Księga Nauki Polskiej 2000, Współcześni Uczeni Polscy – Słownik biograficzny.